# Jürgen Wolters

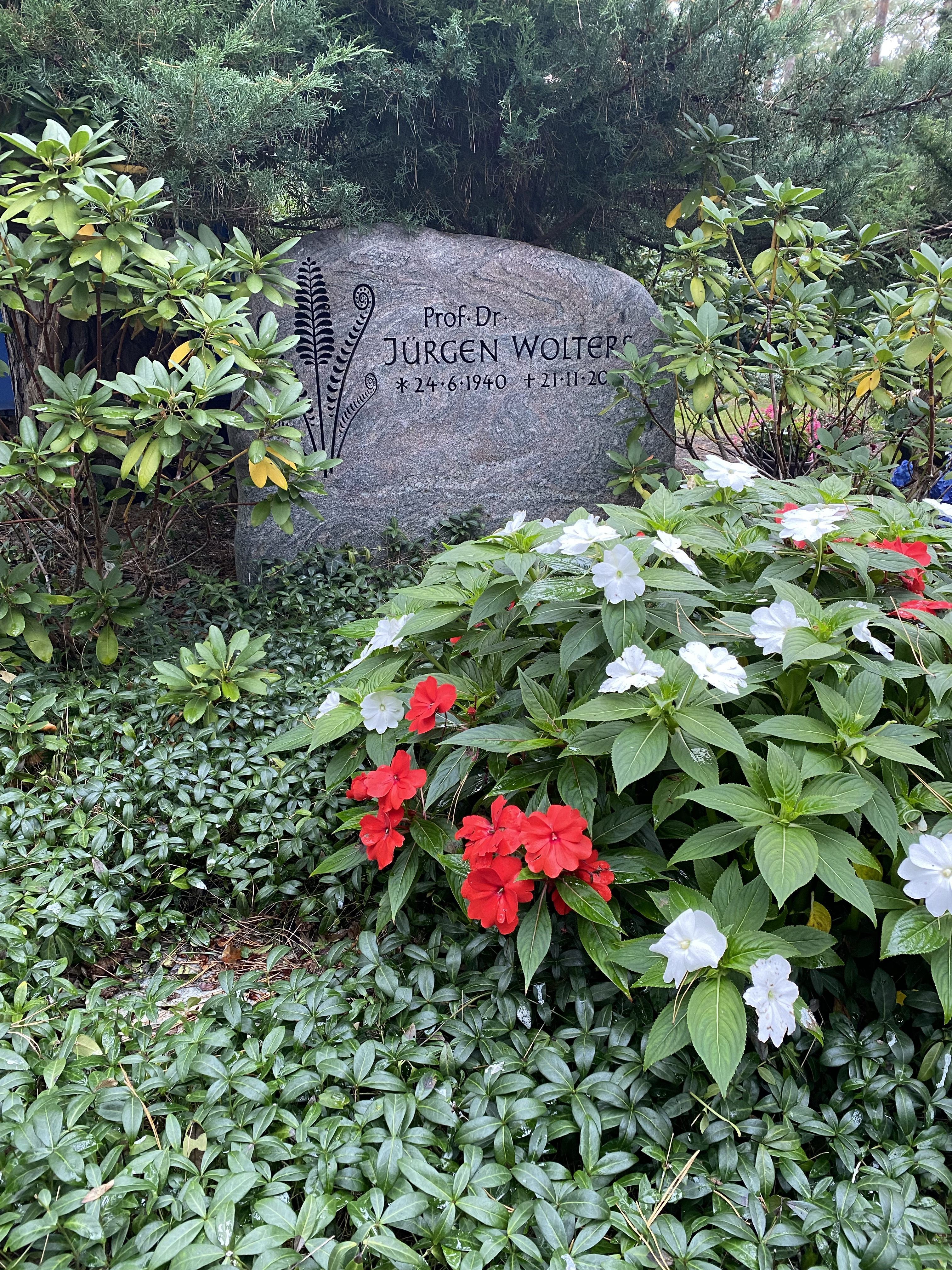
Grabstätte im Feld 004-564

Jürgen Wolters (* 24. Juni 1940 in Stuttgart; † 21. November 2015) war ein deutscher Wirtschaftswissenschaftler (Statistik und Ökonometrie) und Professor an der Freien Universität Berlin.

## Leben
Wolters studierte von 1960 bis 1966 Mathematik an der Technischen Universität Stuttgart (Diplom). Danach war er wissenschaftliche Hilfskraft am Institut für empirische Wirtschaftsforschung an der Universität Mannheim. 1972 wurde er bei Heinz König an der Fakultät für Volkswirtschaftslehre und Statistik mit der Dissertation Spektralanalytische Schätzung linearer dynamischer Systeme zum Dr. rer. pol. promoviert. Seine Arbeit wurde im gleichen Jahr mit dem Preis für wissenschaftliche Arbeiten der IHK in Mannheim ausgezeichnet.
Er wurde wissenschaftlicher Assistent und habilitierte sich 1978 mit der Arbeit Stochastic Dynamic Properties of Linear Econometric Models. Danach erhielt er die Venia Legendi für Volkswirtschaftslehre und Ökonometrie und vertrat von 1979 bis 1980 den Lehrstuhl für Volkswirtschaftslehre 
und Ökonometrie II an der Universität Mannheim. Ab 1980 war er Professor auf Zeit für Volkswirtschaftslehre, insbesondere angewandte Ökonometrie an der Universität Mannheim. 1982 wurde Wolters Professor für Statistik an der Freien Universität Berlin. Nach seiner Emeritierung war er als Research Fellow am Schweizerischen Institut für Aussenwirtschaft und Angewandte Wirtschaftsforschung an der Universität St. Gallen tätig.
Wolters wurde im Handelsblattranking Volkswirtschaftslehre 2011 unter den Top-Emeriti geführt. Zu seinen Schülern gehörten u. a. Torsten Harms, Uwe Hassler, Oliver Holtemöller, Heike Joebges, Bernd Lucke, Dieter Nautz und Enzo Weber.
Er war verheiratet und wurde Vater zweier Kinder.
Jürgen Wolters starb 2015 im Alter von 75 Jahren. Sein Grab befindet sich auf dem Waldfriedhof Dahlem in Berlin.

## Mitgliedschaften und Kooperationen
Wolters war Mitglied im Verein für Socialpolitik (von 1988 bis 1991 Vorsitzender des Ökonometrieausschusses), in der Deutschen Statistischen Gesellschaft (von 1999 bis 2003 Vorsitzender des Ausschusses Empirische Wirtschaftsforschung und angewandte Ökonometrie), in der Econometric Society, in der European Economic Association und im International Statistical Institute. Er war vielfältig als Gutachter tätig.
Er war von 1988 bis 1998 Mitherausgeber der Zeitschrift für Wirtschafts- und Sozialwissenschaften und von 1998 bis 2002 der Zeitschrift Konjunkturpolitik. Seit 2004 war er Mitherausgeber von International Economics and Economic Policy. Außerdem gehörte er den wissenschaftlichen Beiräten der Ifo-Studien und der Statistical Papers an.
Von 1998 bis 2006 war Wolters Mitglied im Kuratorium des Deutschen Instituts für Wirtschaftsforschung (DIW) in Berlin. Von 2000 bis 2005 war er dort Forschungsdirektor für Makroökonometrie. Überdies war er Mitglied im Stiftungsrat Geld und Währung der Deutschen Bundesbank und des Bundesministeriums der Finanzen in Frankfurt am Main. Bei der Deutschen Bundesbank war er von 2004 bis 2007 auch Mitglied im Forschungsbeirat.
Wolters war Mitglied im International Advisory Board der Kijiv School of Economics (Ukraine).

## Schriften (Auswahl)

### Monografien
- mit Heinz König: Einführung in die Spektralanalyse ökonomischer Zeitreihen. Hain, Meisenheim 1972, ISBN 3-445-00849-3.
- Spektralanalytische Schätzung linearer dynamischer Systeme (= Wirtschaftswissenschaftliche Schriften, Heft 8). Hain, Meisenheim 1973, ISBN 3-445-00997-X.
- Stochastic dynamic properties of linear econometric models (= Lecture Notes in Economics and Mathematical Systems, Vol. 182). Springer, Berlin 1980, ISBN 3-540-10240-X.
- mit Peter Kuhbier, Herbert S. Buscher: Die konjunkturelle Entwicklung in der Bundesrepublik. Ergebnisse von Schätzungen alternativer aggregierter Konjunkturmodelle (= Reihe Wirtschaftswissenschaft, Band 9). Campus, Frankfurt am Main u. a. 1990, ISBN 3-593-34308-8.
- mit Gebhard Kirchgässner, Uwe Hassler: Introduction to modern time series analysis (= Springer texts in business and economics). 2. Auflage, Springer, Berlin 2013, ISBN 978-3-642-33435-1.

### Herausgeberschaften
- mit Wolfgang Franz, Werner Gaab: Theoretische und angewandte Wirtschaftsforschung. Heinz König zum 60. Geburtstag. Springer, Berlin u. a. 1988, ISBN 3-540-18575-5.
- mit Ullrich Heilemann: Gesamtwirtschaftliche Modelle in der Bundesrepublik Deutschland. Erfahrungen und Perspektiven (= Schriftenreihe des Rheinisch-Westfälischen Instituts für Wirtschaftsforschung, N.F., Heft 61). Duncker & Humblot, Berlin 1998, ISBN 3-428-09572-3.
- mit Helmut Lütkepohl: Money demand in Europe. With 47 tables (= Studies in empirical economics). Physica-Verlag, Heidelberg 1999, ISBN 3-7908-1182-3.
- mit Werner Gaab, Ullrich Heilemann: Arbeiten mit ökonometrischen Modellen (= Studies in contemporary economics). Physica-Verlag, Heidelberg 2004, ISBN 3-7908-0154-2.